# Herbert Jefferson, Jr.

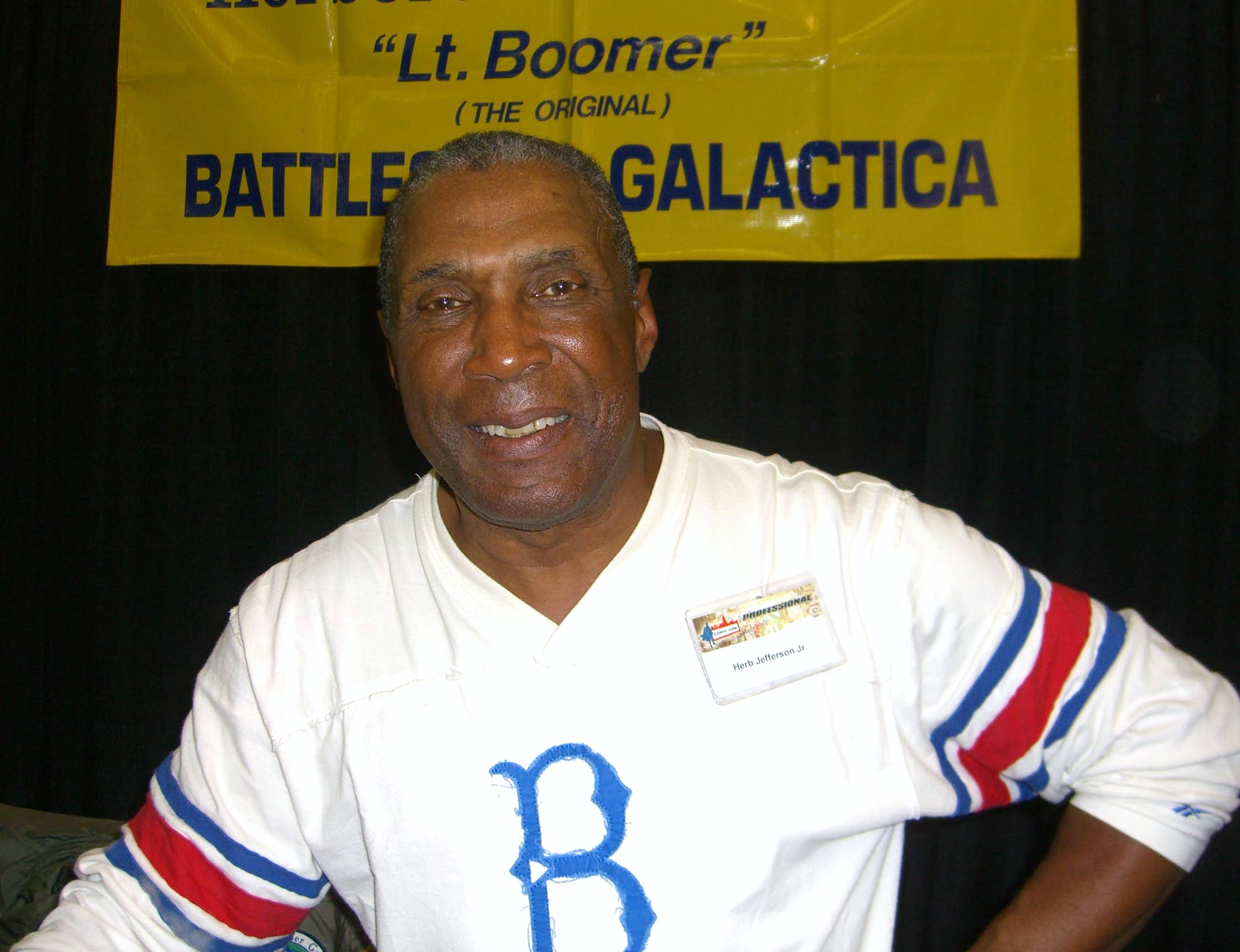
Herbert Jefferson, Jr. (2009)

Herbert Jefferson, Jr. (* 18. September 1946 in Sandersville, Georgia) ist ein US-amerikanischer Schauspieler.

## Leben
Jefferson schloss 1969 sein Schauspielstudium an der American Academy of Dramatic Arts in New York City ab. Im Anschluss begann er eine Karriere als Fernsehschauspieler, zunächst als Gaststar in Fernsehserien wie Kobra, übernehmen Sie und Die Straßen von San Francisco sowie in mehreren Blaxploitation-Streifen. 1978 erhielt er die Rolle des Lt. Boomer in der Serie Kampfstern Galactica. In der Fortsetzung Kampfstern Galactica 1980 wurde er als Colonel zum Stellvertreter von Commander Adama befördert. Nach der Einstellung der Serie hatte er im Lauf der 1980er Jahre weiter Serie-Gastauftritte, unter anderem in der Pilotfolge von Airwolf. Ab dem Ende der 1980er Jahre war er nur noch unregelmäßig als Schauspieler zu sehen, unter anderem im Spielfilm Outbreak und der Science-Fiction-Produktion Star Trek: Of Gods and Men. 
Jefferson tritt gelegentlich auf Kampfstern-Galactica-Conventions auf und unterstützt das Toys for Tots-Programm des United States Marine Corps.

## Filmografie (Auswahl)
- 1969: Queimada – Insel des Schreckens (Burn!)
- 1970/1973: Kobra, übernehmen Sie (Mission: Impossible; Fernsehserie, 2 Folgen)
- 1971: Die Partridge Familie (The Partridge Family; Fernsehserie, Folge Soul Club)
- 1972: Visum für die Hölle (Black Gunn)
- 1973: Detroit 9000
- 1973: The New Perry Mason (Fernsehserie, 1 Folge)
- 1974: The Black Godfather
- 1974/1977: Die Straßen von San Francisco (The Streets of San Francisco; Fernsehserie, 2 Folgen)
- 1975: Columbo: Playback (Playback, Fernsehreihe)
- 1976: Die Sieben-Millionen-Dollar-Frau (The Bionic Woman; Fernsehserie, Folge Mirror Image)
- 1976: Reich und Arm (Rich Man, Poor Man; Fernsehserie, 4 Folgen)
- 1978–1980: Kampfstern Galactica (Battlestar Galactica; Fernsehserie, 26 Folgen)
- 1980: Quincy (Fernsehserie, Folge T.K.O.)
- 1982: Mehr als ein Olympiasieg (The Kid from Nowhere, Fernsehfilm)
- 1982: Knight Rider (Fernsehserie, Folge Knight of the Phoenix: Part 1)
- 1982: Devlin Connection (Fernsehserie, 12 Folgen)
- 1983: Starflight One – Irrflug ins Weltall (Starflight: The Plane That Couldn't Land, Fernsehfilm)
- 1983: Kampf um Yellow Rose (The Yellow Rose) (Fernsehserie, 1 Folge)
- 1984: Ein Duke kommt selten allein (The Dukes of Hazzard; Fernsehserie, Doppelfolge Undercover Dukes)
- 1984: Airwolf (Fernsehserie, Folge Shadow of the Hawke)
- 1987: Polizeirevier Hill Street (Hill Street Blues; Fernsehserie, Folge City of Refuse)
- 1994: Emergency Room – Die Notaufnahme (ER; Fernsehserie, Folge Der erste Tag)
- 1995: Apollo 13
- 1995: Outbreak – Lautlose Killer (Outbreak)
- 2007: Star Trek: Of Gods And Men (Fanfiction-Serie)
- 2015: Star Trek: Renegades (Fanfiction-Serie, Pilotfolge)